# 산다칸 8번 창관
산다칸 8번 창관(サンダカン八番娼館 望郷, Sandakan House No. 8)은 일본에서 제작된 쿠마이 케이 감독의 1974년 영화이다. 쿠리하라 코마키 등이 주연으로 출연하였고 사토 마사유키 등이 제작에 참여하였다.

## 출연

### 주연
- 쿠리하라 코마키
- 타카하시 요코
- 다나카 키누요
- 타나카 켄

### 조연
- 하마다 미츠오
- 키시 테루코
- 미즈노에 타키코
- 나카야 이치로
- 노나카 마리코
- 오자와 에이타로
- 스가이 킨
- 수나즈카 히데오
- 타카야마 치구사
- 야마타니 하츠오

## 제작진
- 미술: 기무라 다케오

## 같이 보기
- 위안부